# Dena (massif)
Pour les articles homonymes, voir Dena.
Le Dena est un massif des monts Zagros en Iran situé au carrefour des provinces de Kohguilouyeh-et-Bouyer-Ahmad, d'Ispahan et de Tchaharmahal-et-Bakhtiari.

## Géographie
Le Dena a plus de 40 sommets dépassant 4 000 mètres. Son sommet principal, Qash-Mastan, s'élève à 4 409 mètres d'altitude et est le point culminant des monts Zagros.

## Histoire
Le 18 février 2018, le vol Iran Aseman Airlines 3704 s'écrase dans le Dena, tuant les 65 passagers à bord.

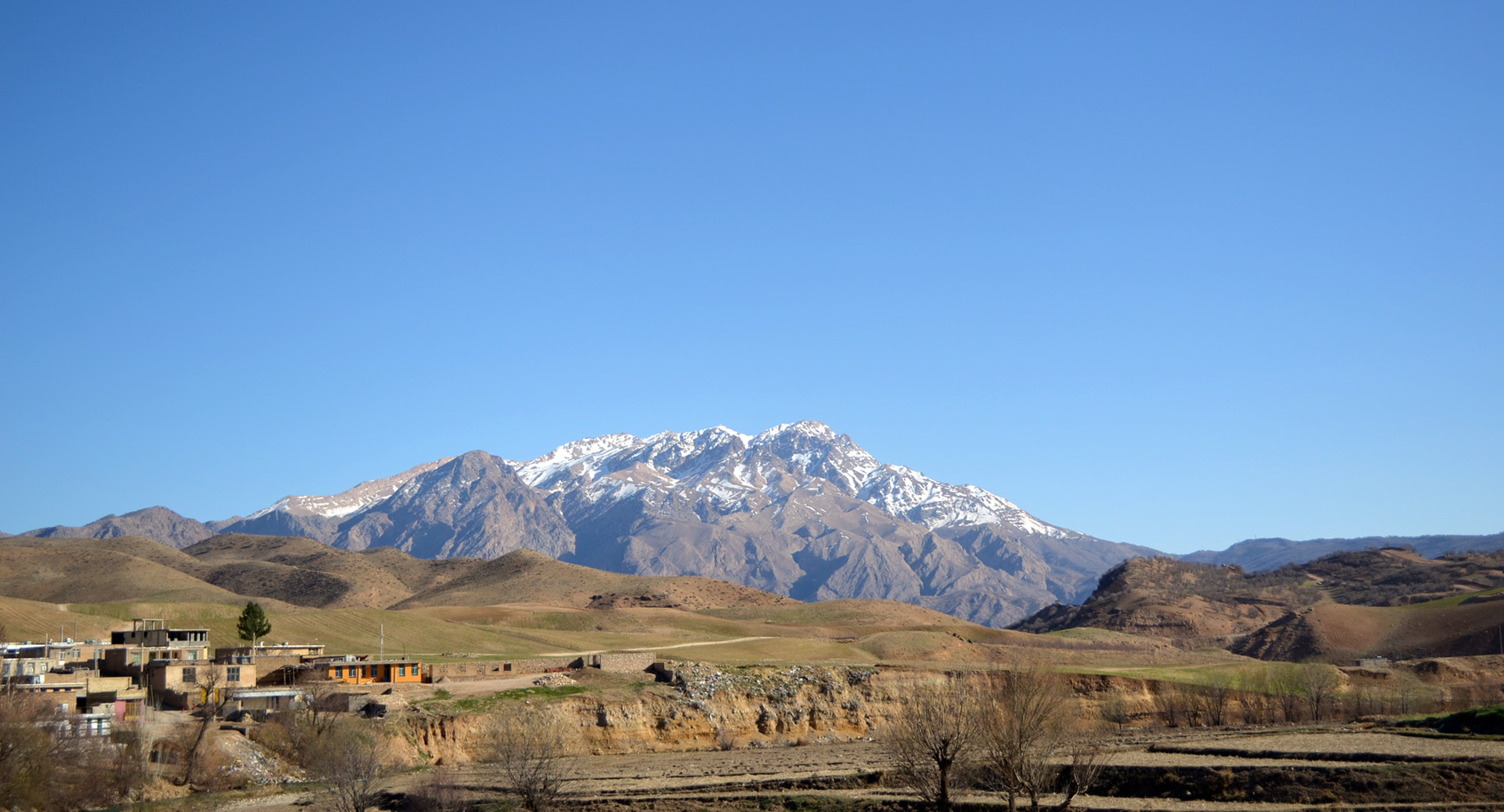
Vue du Dena depuis le nord.